# Aleksej Tsjizjov
Aleksej Roedolfovitsj Tsjizjov (Russisch: Алексей Рудольфович Чижов) (Izjevsk, 15 oktober 1964) is een Russische internationaal grootmeester dammen. Zijn naam wordt internationaal geschreven als Alexey Chizhov, conform met wat er in zijn paspoort staat.
Hij werd 10 keer wereldkampioen en deelt daarmee met Aleksandr Georgiejev het recordaantal wereldtitels. 
Hij werd 1x juniorenwereldkampioen (in 1983), 2x Europees kampioen (in 2012 en 2016), 1x van de Sovjet-Unie (1990) en 1x van Rusland (2016). 

## Resultaten in (inter)nationale kampioenschappen

### Jeugdkampioenschappen
Hij werd wereldkampioen bij de junioren in 1983 in Westerhaar met 15 uit 10 in het toernooi (1 punt meer dan nummer 3 Gérard Jansen) en een 7-3 overwinning in de barrage op Andris Keisels. 

### Kampioenschap van de Sovjet-Unie
Hij werd kampioen van de Sovjet-Unie in 1990 met 22 uit 17 voor Jevgeni Vatoetin (21 pt.) en Guntis Valneris (20 pt.). 
Hij eindigde in 1988 op de 2e plaats met 21 uit 17 achter Alexander Baljakin die evenveel punten behaalde. 

### Russisch kampioenschap
Hij werd kampioen van Rusland in 2016 met 13 uit 9 waarmee hij op basis van een weerstandspuntensysteem  de met hem puntgelijk geëindigden Andrej Kalmakov en Ivan Trofimov voorbleef.
Hij eindigde op de 2e plaats in 2002 en de gedeelde 2e plaats in 2003, 2006 en 2012 en de gedeelde 3e plaats in 2004. 

### Europees kampioenschap
Hij nam 6 keer deel aan het Europees kampioenschap met de volgende resultaten: 
| Jaar | Locatie     | Klassering | Score | W-R-V |
| ---- | ----------- | ---------- | ----- | ----- |
| 2006 | Bovec       | 7e         | 10-13 | 4-5-1 |
| 2010 | Murzasichle | 16e        | 9-11  | 2-7-0 |
| 2012 | Emmen       | Goud       | 9-12  | 3-6-0 |
| 2014 | Tallinn     | 4e         | 9-12  | 3-6-0 |
| 2016 | Izmir       | Goud       | 9-12  | 3-6-0 |
| 2018 | Moskou      | 8e         | 9-11  | 2-7-0 |

### Wereldkampioenschap
Hij won 10 keer het wereldkampioenschap met de volgende resultaten: 
| Jaar                      | Locatie                     | Klassering             | Score                     | W-R-V                      |
| ------------------------- | --------------------------- | ---------------------- | ------------------------- | -------------------------- |
| 1988 toernooi             | Paramaribo                  | Goud                   | 19-27                     | 8-11-0                     |
| 1990 match                | Amersfoort                  | gelijk met titelbehoud | 20-20 tegen Sijbrands     | 1-18-1                     |
| 1990 toernooi             | Groningen                   | Goud                   | 19-29                     | 11-7-1                     |
| 1991 match                | Tallinn                     | Goud                   | 22-10 tegen Valneris      | 6-10-0                     |
| 1992 toernooi             | Toulon                      | Goud                   | 23-37                     | 14-9-0                     |
| 1993/94 match             | Izjevsk, Tallinn, Friesland | Goud                   | 22-18 tegen Wiersma       | 2-18-0                     |
| 1996 match                | Jakoetsk                    | Goud                   | setsysteem tegen Valneris | 2-2 in sets 4-0 in barrage |
| 1996/97 toernooi +barrage | Abidjan Groningen           | gedeeld 1e ·           | 11-15 tegen Clerc         | 4-7-0 6-6 en 3-1           |
| 2001 toernooi             | Moskou                      | Goud                   | 16-22                     | 6-10-0                     |
| 2005 toernooi             | Amsterdam                   | Goud                   | 11-15                     | 4-7-0                      |

### Overige toernooien
Hij won het Bijlmertoernooi in 2002 en 2003 en de World Cup in 2017. 